# Trimezia sooretamensis
Trimezia sooretamensis är en irisväxtart som beskrevs av Pierfelice Ravenna. Trimezia sooretamensis ingår i släktet Trimezia och familjen irisväxter. Inga underarter finns listade i Catalogue of Life.